# GM B-Plattform
Die GM B-Plattform, oder B-Body, war eine Full-Size-Car-Automobilplattform von General Motors mit Hinterradantrieb. Sie ist dem C-Body und D-Body sehr ähnlich. Cabriolets, Hardtops, Coupés, Limousinen und Kombis wurden zwischen 1926 und 1996 auf ihr aufgebaut.

## Geschichte der Plattform
Ursprünglich war der B-Body für Fahrzeuge der Marken Buick und Oldsmobile vorgesehen, während der A-Body für Chevrolet und Oakland sowie C- und D-Body für Cadillac vorgesehen waren.
Auf dem B-Body basieren der Pontiac Streamliner Torpedo und Streamliner, die Oldsmobile Serie L, Serie 70 und Serie 88, der Buick Special und Century, der LaSalle Serie 50 und der Cadillac Serie 60, Serie 61 und Serie 63. Der B-Body wurde 1958 zu Standardplattform von GM und alle Chevrolet-Produkte wurden auf den B-Body gebracht.
Ab Modellen des Jahres 1959 wurden die bisherigen A- und B-Bodies auf den neuen B-Body zusammengelegt. Den A-Body ließ GM im Jahr 1964 wiederauferstehen für eine neue Reihe von etwas kleineren Autos, darunter Chevrolet Chevelle, Pontiac Tempest, Oldsmobile Cutlass und Buick Skylark.
Den B-Body brachte GM erstmals im Jahr 1926 auf den Markt mit dem Buick Master Six und dem Oldsmobile Model 30. In den Jahren 1937, 1939, 1941, 1949, 1954, 1957, 1959, 1961, 1965, 1971, 1977, und 1991 erfolgten 12 wesentliche Nachentwicklungen und Designänderungen, in den Jahren 1942, 1969 und 1980 erfolgten vorläufige Änderungen, die anderes Blech und geänderte Dachlinien enthielten. Die Plattform durchlief eine Downsizing ihrer Länge um rund 10 Zoll im Jahr 1977 und einer Gewichtseinsparung rund 800 Pounds. 1991 wurde die Plattform letztmals überholt. Der Radstand blieb unverändert, das Fahrgestell wurde mehrfach modifiziert gewann wieder ein paar Zoll an Länge. 1996 rollten die letzten Autos mit dem B-Body vom Band, und überließ Ford die Produktion der großen Autos mit Hinterradantrieb bis Ford seine Fahrzeuge auf deren Panther Plattform Ende 2011 auslaufen ließ. Unterdessen hatte Chrysler seine LX-Plattform im Jahr 2005 wiederbelebt.

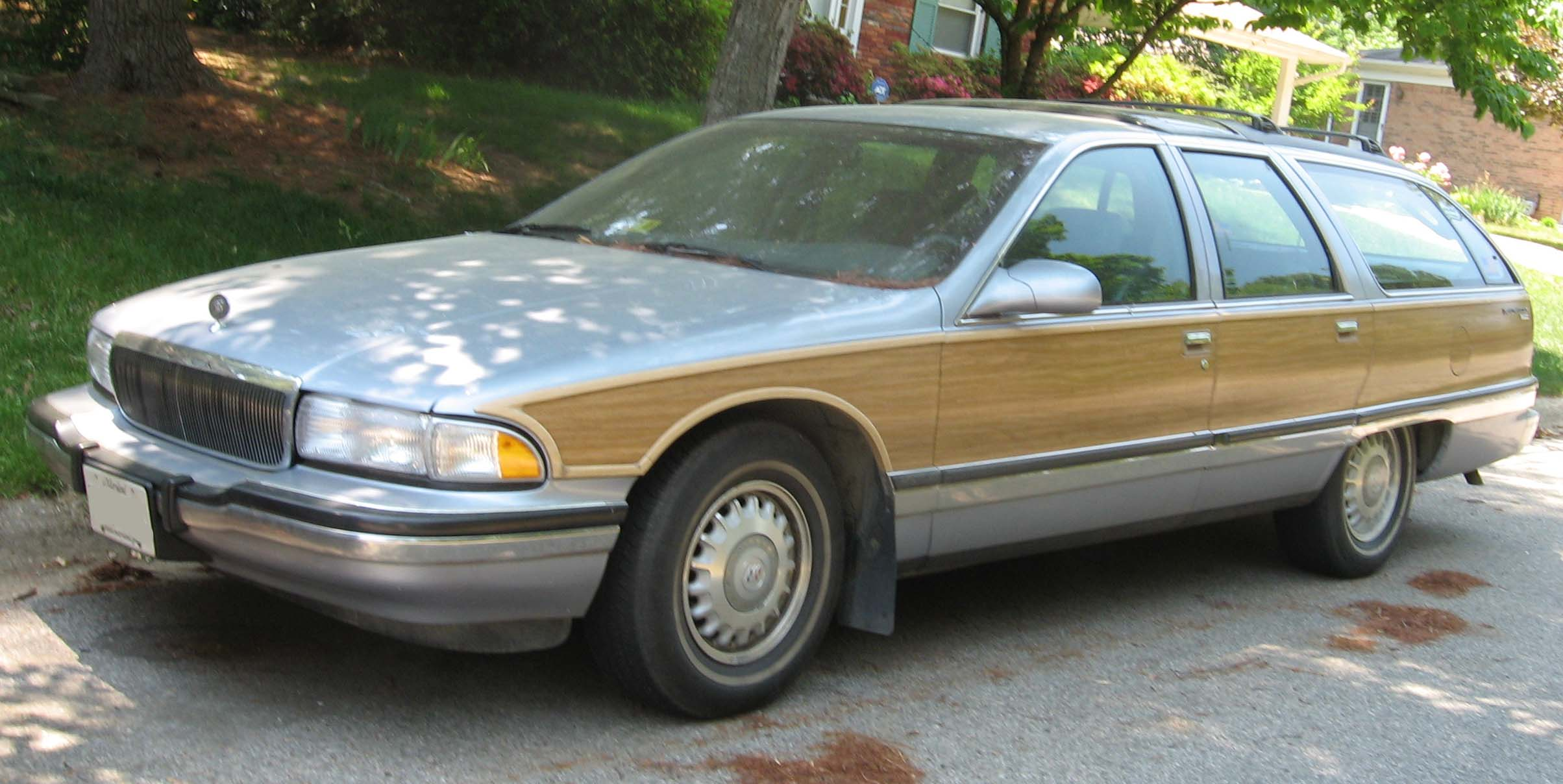
1996 Buick Roadmaster Estate Wagon

Bekannt für Langlebigkeit und Zuverlässigkeit, hatten die meisten B-Body-Autos Schraubenfedern. Ausnahmen waren der 1959–60 Oldsmobile 88, auf der Hinterachse Blattfedern verwendete. Alle Autos seit 1965 mit B-Body haben einen geschlossenen Rahmen mit Seitenschienen, den die 1961–64 Pontiacs und Oldsmobiles gemeinsam verwendeten. Die 1958–60 Buicks und 1959–60 Oldsmobiles verwendeten einen Leiterrahmen, während ein X-Rahmen ohne Seitenschienen bei 1959–60 Pontiacs, 1959–64 Chevrolets und 1961–64 Buicks verbaut wurde.
Der B-Body mit Hinterantrieb war die letzte Plattform, die den Tankstutzen hinter dem Kfz-Kennzeichenhalter hatten. Zu den Ausnahmen gehörten alle Kombis sowie alle zwischen 1961 und 64 gebauten Autos, die den Tankstutzen fahrerseitig am hinteren Radkasten hatten und Buicks von 1965 mit dem Tankdeckel über dem Kennzeichen. Auch die Pontiac B-Bodys von 1941 bis 1948, hatten den Tankstutzen im hinteren Kotflügel auf der Fahrerseite.
Bei etwa 12.960.000 Fahrzeuge verteilt über vier Marken, ungeachtet der Fullsize Chevrolet Kombis von 1966, da deren produzierte Stückzahl unbekannt ist, aber mit etwa 150.000 angenommen wird, ist die GM B-Plattform der Jahre 1965–70 die vierte meistverkaufte Automobil-Plattform der Geschichte nach dem VW Käfer, Ford Modell T und dem Lada Nova.
1986 wurden der Buick LeSabre und Oldsmobile Delta 88 in einem Downsizing auf die GM H-Plattform verlegt. 1991 sagte der GM-Vorstandsvorsitzende Robert C. Stempel:

„There are some corporate things we’re going to drive; we are a front-drive corporation.“

„Es gibt einige Dinge im Unternehmen, die wir fahren können; wir sind ein Unternehmen mit Frontantrieb.“

und fügte hinzu, dass die Hinterradangetriebenen 1992er Buick Roadmaster und Chevrolet Caprice „über seine Leiche“ produziert wurden. Als 1996 die Produktion vom Buick Roadmaster und Chevrolet Caprice eingestellt wurde, gab es keinen weiteren Nachfolger für die GM B-Plattform. Obwohl der Caprice auf Basis des Opel Omega B neu entwickelt und gebaut wurde, entwickelte sich GM V-Plattform als Modellbasis für den Nahen Osten. Sie wurde bei Holden gefertigt, während Jahre später der Caprice für die Polizei zusammen mit dem Impala SS (dem Nachfolger des Chevrolet SS) wieder zurück nach Amerika auf der GM Zeta-Plattform gebaut wurde, die bei Holden in Australien entwickelt worden war.
Limousinen mit Hinterradantrieb, die auf der GM B-Plattform aufgebaut wurden, sind
- 1936–1942 Buick Century
- 1954–1958 Buick Century
- 1936–1958 Buick Special
- 1959–1962 Buick Invicta
- 1959–1985 Buick LeSabre
- 1963–1970 Buick Wildcat
- 1971–1973 Buick Centurion
- 1991–1996 Buick Roadmaster
- 1936–1938 Cadillac Series 60
- 1939 Cadillac Series 61
- 1941–1947 Cadillac Series 61
- 1950–1951 Cadillac Series 61
- 1941–1942 Cadillac Series 63
- 1959–1972 Chevrolet Biscayne
- 1959–1975 Chevrolet Bel Air
- 1976–1981 Chevrolet Bel Air (wurde nur in Kanada verkauft und war ein Badge-Engineering auf dem Impala)
- 1959–1985 Chevrolet Impala
- 1994–1996 Chevrolet Impala SS
- 1966–1996 Chevrolet Caprice
- 1996      Chevrolet Caprice SS (wurde nur im Nahen Osten verkauft und war ein Badge-Engineering auf dem Impala SS)
- 1936–1940 LaSalle Series 50
- 1936–1939 Oldsmobile L-Serie
- 1939      Oldsmobile G-Serie
- 1940      Oldsmobile 70er Serie
- 1941      Oldsmobile Dynamic 76
- 1941      Oldsmobile Dynamic 78
- 1942–1947 Oldsmobile Dynamic Cruiser 76
- 1942–1947 Oldsmobile Dynamic Cruiser 78
- 1948      Oldsmobile Dynamic 76
- 1948      Oldsmobile Dynamic 78
- 1949      Oldsmobile Futuramic 76
- 1949      Oldsmobile Futuramic 88
- 1950      Oldsmobile 76
- 1950–1956 Oldsmobile 88
- 1951–1964 Oldsmobile Super 88
- 1957      Oldsmobile Golden Rocket 88
- 1958–1966 Oldsmobile Dynamic 88
- 1964–1966 Oldsmobile Jetstar 88
- 1965–1985 Oldsmobile Delta 88
- 1967–1968 Oldsmobile Delmont 88
- 1940      Pontiac Deluxe
- 1941      Pontiac Streamliner Torpedo
- 1942–1951 Pontiac Streamliner
- 1959–1981 Pontiac Bonneville
- 1959–1981 Pontiac Catalina
- 1959–1981 Pontiac Parisienne (nur Kanada)
- 1983–1986 Pontiac Parisienne
- 1959–1966 Pontiac Star Chief
- 1959–1970 Pontiac Strato Chief (nur Kanada)
- 1960–1961 Pontiac Ventura
- 1962–1981 Pontiac Laurentian (nur Kanada)
- 1966–1969 Pontiac Grande Parisienne (nur Kanada)
- 1967–1970 Pontiac Executive
- 1971–1975 Pontiac Grand Ville

Zweitürige Fahrzeuge
- 1977–1978 Buick Riviera
- 1964–1967 Chevrolet Impala SS
- 1961–1966 Oldsmobile Starfire
- 1964–1965 Oldsmobile Jetstar I
- 1962–1968 Pontiac Grand Prix
- 1966 Pontiac 2+2

Kombis
- 1941–1942 Buick Special Estate
- 1954–1958 Buick Century Estate
- 1954–1958 Buick Special Estate
- 1959–1963 Buick Invicta Estate
- 1959–1964 Buick LeSabre Estate
- 1970      Buick Estate
- 1971–1976 Buick Estate (Zusammenlegung der Modelle LeSabre und Electra)[5]
- 1977–1979 Buick Estate (zusammengelegt mit dem LeSabre)
- 1977–1979 Buick Estate Limited (zusammengelegt mit dem Electra)
- 1980–1989 Buick Electra Estate
- 1980–1989 Buick LeSabre Estate
- 1990      Buick Estate
- 1991–1996 Buick Roadmaster Estate
- 1966–1968 Chevrolet Caprice Estate
- 1969–1970 Chevrolet Kingswood Estate
- 1971–1972 Chevrolet Kingswood Estate (zusammengelegt mit dem Caprice)[6]
- 1973–1976 Chevrolet Caprice Estate[7]
- 1977–1996 Chevrolet Caprice Estate
- 1959–1961 Chevrolet Nomad (Impala trim)
- 1962–1968 Chevrolet Impala
- 1969–1970 Chevrolet Kingswood
- 1971–1972 Chevrolet Kingswood (zusammengelegt mit dem Impala)[8]
- 1973–1976 Chevrolet Impala[9]
- 1977–1985 Chevrolet Impala
- 1959–1960 Chevrolet Kingswood (zusammengelegt mit dem Bel Air)
- 1959–1961 Chevrolet Parkwood (zusammengelegt mit dem Bel Air)
- 1962–1968 Chevrolet Bel Air
- 1969–1970 Chevrolet Townsman
- 1971–1972 Chevrolet Townsman (zusammengelegt mit dem Bel Air)[10]
- 1973–1975 Chevrolet Bel Air[11]
- 1977–1979 Chevrolet Bel Air (wurde nur in Kanada verkauft und war ein Badge-Engineering auf dem Impala)
- 1959–1961 Chevrolet Brookwood (zusammengelegt mit dem Biscayne)
- 1962–1968 Chevrolet Biscayne
- 1969–1970 Chevrolet Brookwood
- 1971–1972 Chevrolet Brookwood (zusammengelegt mit dem Biscayne)[12]
- 1949–1950 Oldsmobile 88 station wagon
- 1949–1950 Oldsmobile 76 station wagon
- 1957      Oldsmobile 88 Golden Rocket Fiesta
- 1957–1963 Oldsmobile Super 88 Fiesta
- 1958–1964 Oldsmobile Dynamic 88 Fiesta
- 1971–1976 Oldsmobile Custom Cruiser (Verschnitt zwischen 88 and 98)[13]
- 1977–1992 Oldsmobile Custom Cruiser
- 1942–1951 Pontiac Streamliner station wagon
- 1959–1970 Pontiac Bonneville Safari
- 1971–1976 Pontiac Grand Safari (zusammengelegt mit dem Grand Ville)[14]
- 1977–1981 Pontiac Bonneville Safari
- 1959–1970 Pontiac Parisienne Safari (nur Kanada)
- 1977–1981 Pontiac Parisienne Safari (nur Kanada)
- 1967–1969 Pontiac Grande Parisienne Safari (nur Kanada)
- 1983–1986 Pontiac Parisienne Safari
- 1959–1970 Pontiac Catalina Safari
- 1971–1976 Pontiac Safari (zusammengelegt mit dem Catalina)[15]
- 1977–1981 Pontiac Catalina Safari
- 1959–1970 Pontiac Laurentian Safari (nur Kanada)
- 1977–1981 Pontiac Laurentian Safari (nur Kanada)
- 1987–1989 Pontiac Safari